# Projeto de poço aberto

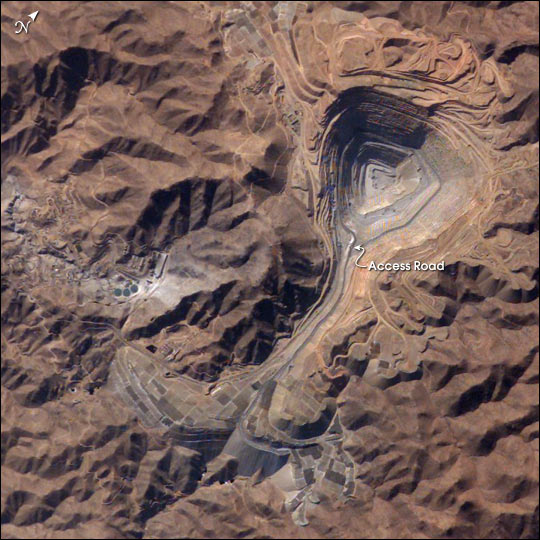
Imagem de satélite da mina de Toquepala no ano de 2003 no sul do Peru. Observe o design triangular da cava.

O projeto de poço aberto faz parte do planejamento de uma operação de mineração a céu aberto. Um fator determinante é o projeto da poço aberto final da mina no momento em que todo o minério considerado nos planos deverá ter sido extraído. Espera-se que esta fossa final garanta a maximização dos benefícios econômicos, mantendo ao mesmo tempo padrões de segurança adequados. Os padrões de segurança são geralmente usados para se referir especificamente à manutenção de declives adequados nos aterros.
A busca por um projeto de poço aberto final ótimo (também chamado de cone ótimo) é crucial em um estudo de viabilidade de mina. Isso deve considerar fatores como custos de investimento e os preços do metal ou outro recurso a ser extraído, tendo em mente que ambos podem mudar ao longo do tempo. Se um projeto de cava for estabelecido sob a suposição de altos preços de recursos, a cava final será maior do que se os preços fossem assumidos como baixos. Da mesma forma, se o custo da operação ou captação de capital for alto, o projeto de cava final tenderá a ser menor. O teor do minério, que varia em todo o depósito, e as reservas minerais também fazem parte dos cálculos do projeto. A seleção do teor de corte tem alguma influência no projeto da cava, mas isso é menor em comparação à influência que tem no projeto de minas subterrâneas.
As técnicas mais simples para estimar o limite final do poço são manuais. Os mais avançados envolvem algoritmos matemáticos em computadores. Os primeiros testes com inteligência artificial para projeto de minas a céu aberto datam de 1996.
Uma entrada que é frequentemente considerada para o projeto de uma mina a céu aberto é o modelo de bloco. O método manual para estabelecer um limite final de poço é descrito abaixo em uma de suas formas mais comuns. Primeiro, eles fazem transectos verticais, paralelos entre si, mas perpendiculares ao maior eixo horizontal do local. Para cada um deles, calcula-se bloco por bloco se a sua extração gera lucro suficiente para cobrir a extração dos blocos superiores que devem ser extraídos para alcançá-lo. Esta abordagem é então complementada por um layout de limites baseado em transectos radiais (do centro do depósito) e no transecto longitudinal.

## Problema de limite de poço final
O principal desafio do projeto é frequentemente resumido no imperativo de se obter um limite de poço final matematicamente ótimo (ultimate pit limit, UPL). Isto é chamado de problema do limite do poço. Os algoritmos usados para obter um limite de cava final ótimo são divididos em duas famílias: algoritmos heurísticos e algoritmos rigorosos. Os primeiros nem sempre atingem o óptimo, mas tendem a aproximar-se bastante e são aplicáveis em muitas circunstâncias. Os últimos são chamados rigorosos porque têm provas matemáticas de encontrar o ótimo. Algoritmos rigorosos para otimização do limite do poço podem ser baseados na teoria dos grafos e na teoria do fluxo de rede, entre outros modelos matemáticos.